# Deutscher Krieger-Marsch
Der Deutsche Krieger-Marsch ist ein Marsch von Johann Strauss Sohn (op. 284). Das Werk wurde am 28. Februar oder am 8. März 1864 im Wiener Volksgarten erstmals aufgeführt.

## Einzelnachweis
1. ↑  Quelle: Englische Version des Booklets (Seite 28) in der 52 CDs umfassenden Gesamtausgabe der Orchesterwerke von Johann Strauß (Sohn), Hrsg. Naxos (Label). Das Werk ist als achter Titel auf der 7. CD zu hören.